# 三菱倉庫

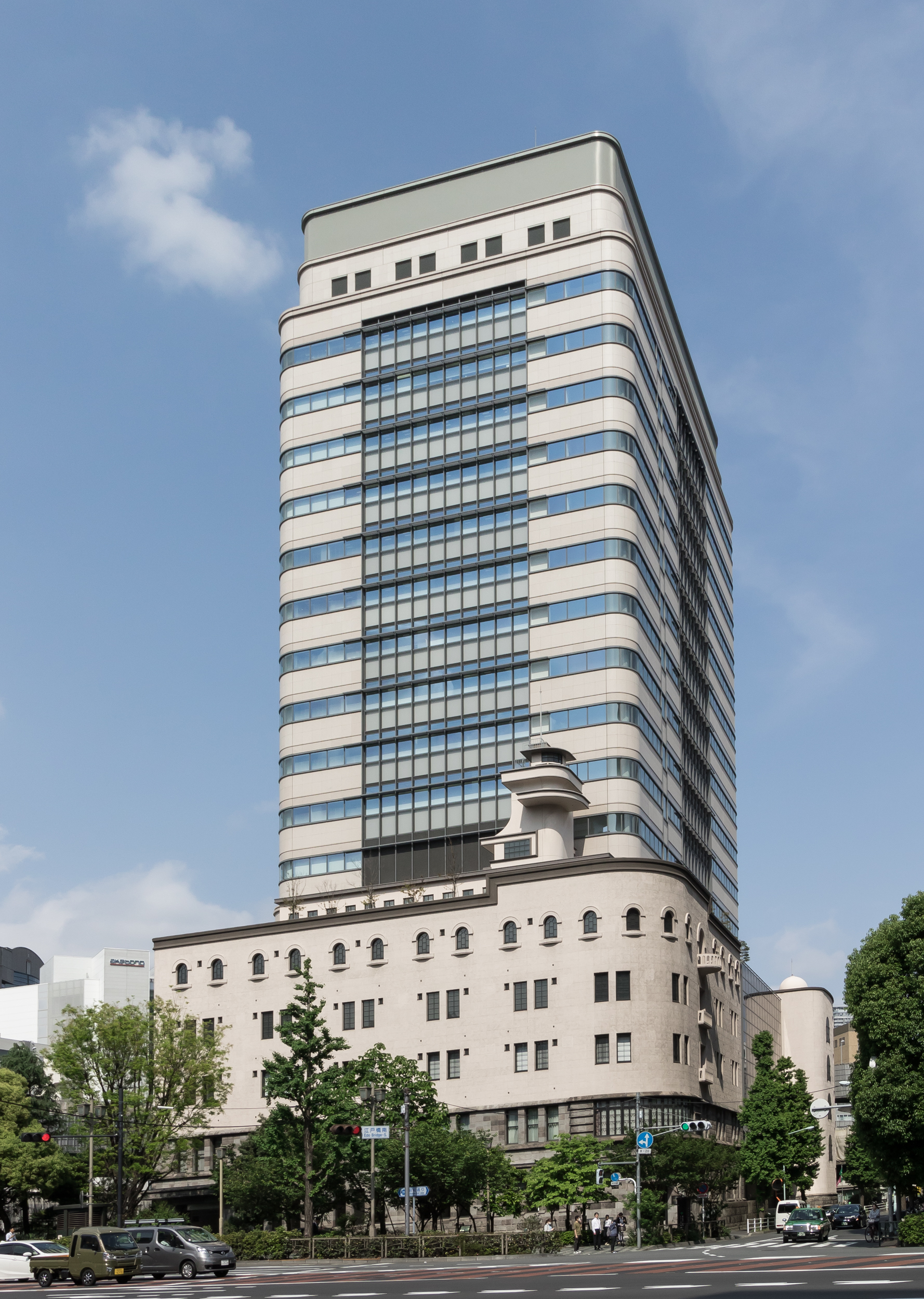

三菱倉庫株式會社（日语：三菱倉庫株式会社、みつびしそうこ）是一家總部位於日本東京都中央區日本橋的物流和不動產企業，也是三菱集團的一員。日經平均指數的成分股之一。三菱倉庫的前身是創建於1887年的東京倉庫，在1918年更名為現名。

## 外部連結
- 三菱倉庫株式会社 （页面存档备份，存于）